# Conistra faillae
Conistra faillae là một loài bướm đêm trong họ Noctuidae.